# Центральна рада білоруських організацій
Центральна рада білоруських організацій, ЦРБО (біл. Цэнтральная рада беларускіх арганізацый, ЦРБА) — координаційний орган білоруських національних партій і громадських організацій. Створений на З'їзді білоруських організацій та партій (працював у липні-жовтні 1917 р.)
Вона намагалася об'єднати всі національно-демократичні сили на території Білорусі ті зі її межами. Друкований орган — газета "Вольна Беларусь"
До складу виконавчого комітету були обрані В.Галубок, Я.Льосік, А.Лявіцкий, А.Смоліч, У.Фальский. Панівне положення в раді займали представники Білоруської соціалістичної громади.
На початку серпня 1917 р., на 1-й сесії ЦРБО, був прийнятий статут та визнано її як єдиний керівний та представницький орган «всієї білоруської справи».
ЦРБО стояла на позиціях автономії Білорусі, необхідності білоруської мови та розвитку національної культури. Вона активізувала діяльність по створенню національного білоруського фронту на основі реалізації ідеї національно-культурної автономії у межах Росії.
З ЦРБО взаємодіяли численні громадські, культурно-освітні, літературні, театрально-художні спілки та організації. Загальна чисельність цих організацій, які мали представництво в раді, у жовтні 1917 р. становило за 27 тис. чоловік.
На другій сесії ЦРБО, яка проходила 5-12 жовтня 1917 р., було проведено її реорганізацію і утворено Велику Білоруську Раду.